# Gare de Châtillon-sur-Seine
Pour les articles homonymes, voir Gare de Châtillon.
La gare de Châtillon-sur-Seine est une gare ferroviaire française de la ligne de Saint-Julien (Troyes) à Gray, située sur le territoire de la commune de Châtillon-sur-Seine, dans le département de la Côte-d'Or, en région Bourgogne-Franche-Comté.

## Situation ferroviaire
Gare de bifurcation, elle est située au point kilométrique (PK) 233,153 de la ligne de Saint-Julien (Troyes) à Gray (partiellement déclassée), au PK 35,431 de la ligne de Nuits-sous-Ravières à Châtillon-sur-Seine et au PK 43,372 de la ligne de Bricon à Châtillon-sur-Seine (partiellement déclassée elle aussi). Son altitude est de 224 m.
En 2015, seuls des trains de marchandises circulent (Europorte et Fret SNCF).
L'infrastructure est assurée par Colas rail. 

## Histoire
La gare de Châtillon-sur-Seine est ouverte au trafic voyageurs en 1864, par les chemins de fer de compagnie de l'Est. La première ligne desservies par celle-ci, est la relation Châtillon-sur-Seine à Gray, dans le département de la Haute-Saône, puis la ligne de Châtillon-sur-Seine à Saint-Julien-les-Villas, dans le département de l'Aube. Les deux dernières ligne desservies par cette gare sont les lignes de Châtillon-sur-Seine à Nuits-sous-Ravières et Châtillon-sur-Seine à Chaumont.
La gare de Châtillon-sur-Seine est fermée au trafic voyageurs en mai 1980,. En 2000, elle est rénovée pour un montant de 3 millions de Francs, permettant d'augmenter sa capacité et faciliter le transbordement des grumes du camion au train pour accompagner le développement de la filière bois, dopée par la tempête de 1999. En 2002, Châtillon-sur-Seine était, avec 100 000 tonnes éxpédiées chaque année, la première gare-bois de France.
Seuls des trains de marchandises pour les coopératives agricoles circulent encore sur les voies de la gare. 
En 2023, la ville de Chatillon rachète la gare pour la réhabiliter. À terme, celle-ci abritera l'office de tourisme et le Parc national de forêts.

## Service des voyageurs

### Dessertes
Depuis le déclassement du service voyageurs, le service est assuré par des navettes Transco, puis Mobigo vers les gares en activité. Le trafic principal se fait via la gare TGV de Montbard avec un trajet routier d'environ 40 minutes.

### Intermodalité
Point de départ des cars, la place de la gare offre une grande surface de parkings.

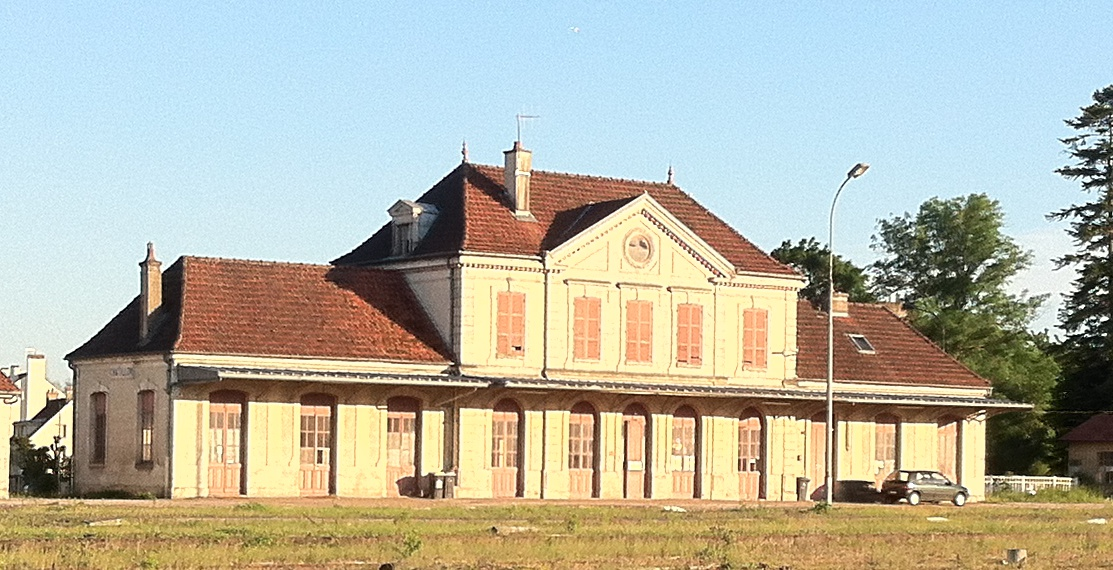
La gare côté voie
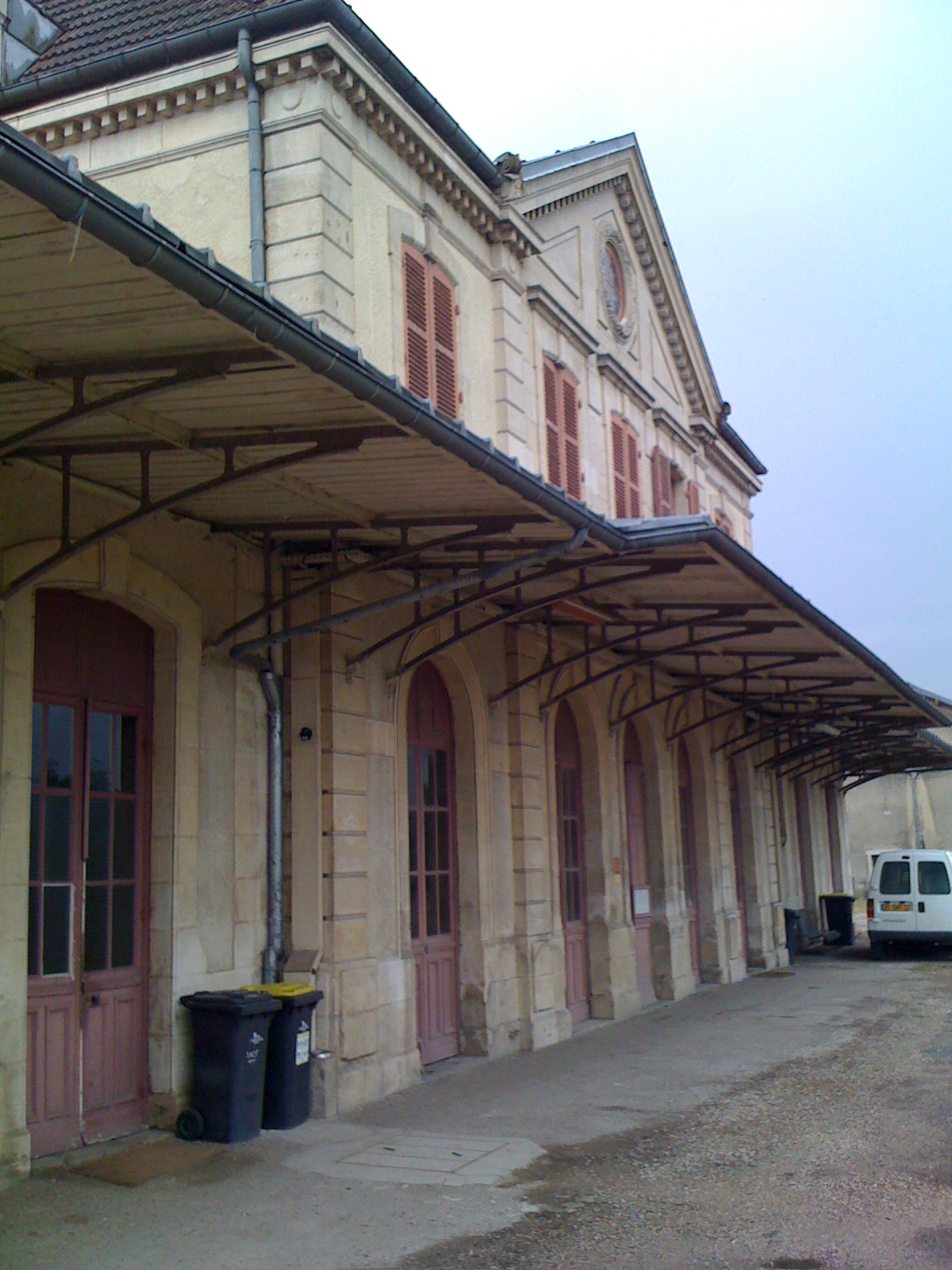
Le quai

## Service des marchandises
Cette gare reste ouverte au service du fret. Elle est également desservie par l'opérateur Europorte Proximité. Les marchandises qui y transitent sont principalement les céréales. C'était la première gare pour le bois de France au début des années 2000.